# داوولی
داوولی (به ایتالیایی: Davoli) یک کومونه در ایتالیا است که در استان کاتانزارو واقع شده‌است.

## خصوصیات
داوولی ۲۵٫۷ کیلومترمربع مساحت و ۵٬۵۷۹ نفر جمعیت دارد و ۴۰۰ متر بالاتر از سطح دریا واقع شده‌است.